# Међународна кампања за укидање нуклеарних оружја
Међународна кампања за укидање нуклеарних оружја (енгл. International Campaign to Abolish Nuclear Weapons) (ICAN) међународна је коалиција од преко 450 организација цивилног друштва из више од 100 земаља. 

## О кампањи
Сврха кампање је забрана нуклеарног оружја путем међународне конвенције која би довела до коначне забране нуклеарног оружја. Једна таква конвенција усвојена је 7. јула 2017. године у Уједињеним нацијама у Њујорку.
ICAN је 2007. године основао Међународни покрет физичара за спречавање нуклеарног рата (IPPNW). Седиште коалиције је у Женеви. Секретар коалиције је Беатриче Фин.

## Нобелова награда
Нобелова награда за мир додељена је ICAN -у 2017. године за његову борбу за ограничавање употребе нуклеарног оружја. 
Како је образложено: "за рад на привлачењу пажње на катастрофалне хуманитарне последице било какве употребе нуклеарног оружја и за иновативне напоре да се на основу уговора постигне забрана таквих оружја".